# Telefe
Televisión Federal S.A. (Telefe) é uma das principais empresas de comunicação da Argentina. A emissora está localizada na cidade de Buenos Aires. Cobrindo todo o país, também conta com um sinal internacional, disponível no Brasil através da operadora Vivo TV.
Inaugurada em 1961, era conhecida como Dicon TV (ou simplesmente como Canal 11), fundada por Hector Grandinetti. Assim foi até a década de 1970, quando Juan Domingo Perón nacionalizou a emissora. Em 15 de janeiro de 1990 o presidente Menem reprivatizou a emissora que foi renomeada como Telefe.
No ano 2000, seu controle acionário passou para o espanhol Grupo Telefónica e operado por sua subsidiária argentina. Assim foi até o ano de 2016, quando a emissora foi repassada para Viacom, o quinto maior conglomerado de mídia do mundo, atualmente no controle de emissoras como MTV, Nickelodeon, Comedy Central, entre outras.
Dentre suas atrações mais famosas estão as novelas Chiquititas, Rebelde Way (versão original da mexicana Rebelde) e Casi Angeles, além da versão original do CQC (que ganhou uma versão no Brasil em 2008) além de ser a responsável pela produção do El Show de Xuxa, versão hispânica do programa apresentado por Xuxa Meneghel no Brasil.

## Grupo Telefe
Telefe é um dos líderes de Televisão Aberta da Argentina com importantes produtoras de Conteúdos da América Latina (Telefe Contenidos). Também conta com uma divisão de Notícias (Telefe Notícias).
Em seu alcance global é a principal produtora e exportadora de conteúdos do país - quinta distribuidora da América Latina perdendo apenas para as brasileiras Rede Globo, SBT, RecordTV e a mexicana Televisa com presença em 80 nações. Também conta com um sinal por satélite (Telefe Internacional) que chega a mais de 8 milhões de abonados em todo mundo (2013).

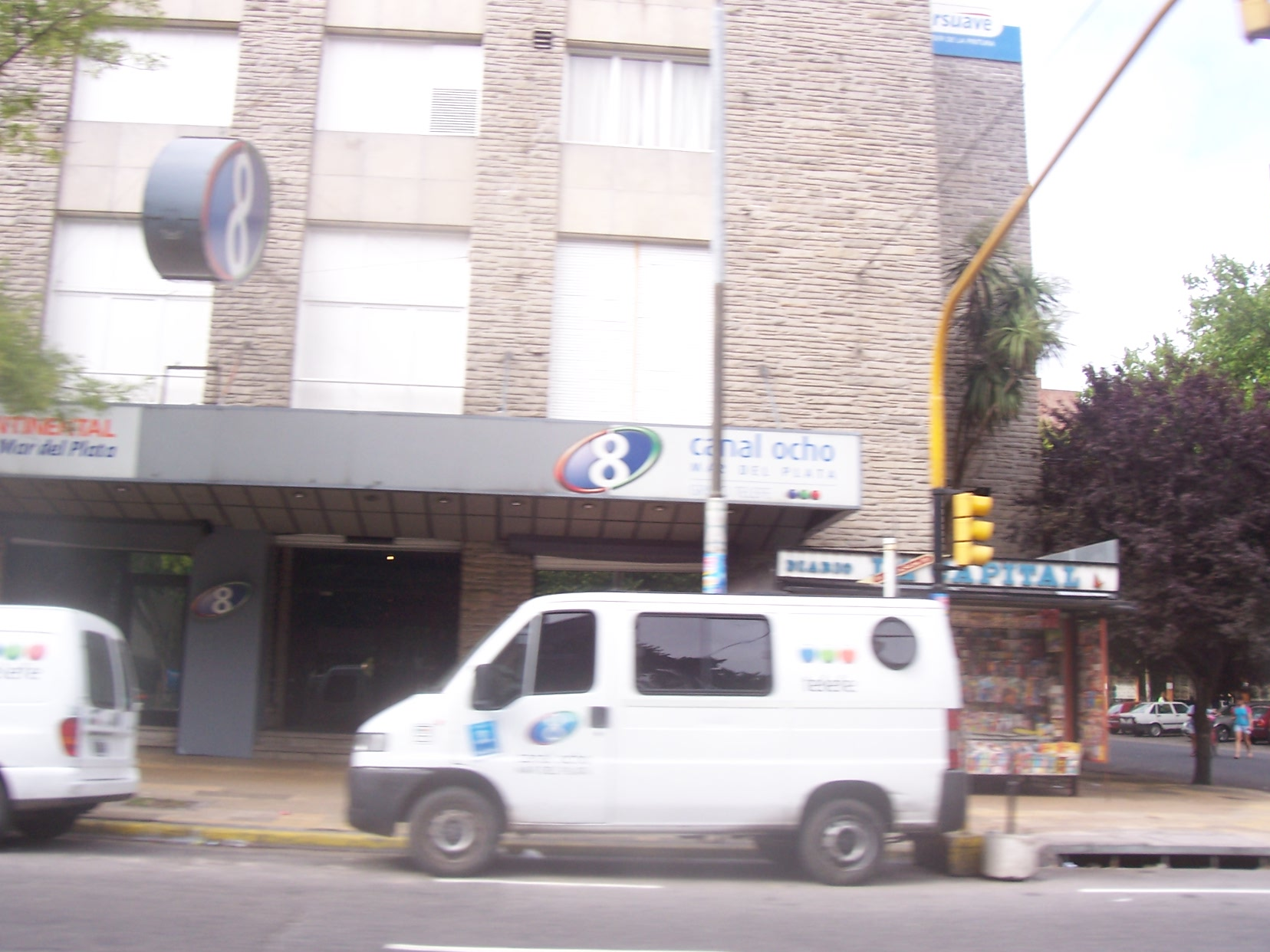
Fachada do Canal 8 de Mar del Plata, emissora afiliada a Rede Telefe.

Sua plataforma de negócios inclui a produção cinematográfica (Telefe Cinema), bem como a produção de discos (Telefe Música) e espetáculos teatrais (Telefe Teatro).
Foi criado recentemente Telefe Servicios, que oferece soluções e desenvolvimentos tanto a nível local quanto internacional.
O Grupo Telefe, inclui 8 estações televisivas líderes no interior do país. São os sinais de Telefe Córdoba (Canal 8), Telefe Santa Fe (Canal 13), Telefe Rosario (Canal 5), Telefe Salta (Canal 11), Telefe Tucumán (Canal 8), Telefe Neuquen (Canal 7), Telefe Mar del Plata (Canal 9), Canal 9 de Mendoza, , Canal 13 de Río Cuarto e Telefe Bahía Blanca (Canal 9). Com Telefe, seus canais do interior próprios e sócios, os operadores por cabo de todo o país e a corrente de Rádio Continental, o Grupo Telefe tem uma cobertura de quase o 100% a nível nacional.

### Origem
Televisão Federal S.A. foi criado em 1989 com o objetivo de participar das propostas para operar um canal de televisão na cidade de Buenos Aires. Em 21 de setembro de 1989, o presidente Carlos Menem (dois meses depois de assumir o cargo) decidiu reprivatizar os canais 11 e 13 de Buenos Aires.1 O então secretário de imprensa durante a presidência, Jorge Rachid, denunciou que o procurador Germán Moldes o ofereceu mais de 1,3 milhões de dólares em subornos para que o Canal 11 fosse privatizado em favor de Franco Macri e o então empresário Silvio Berlusconi. Além disso, sustentou que o procurador era o operador judicial de José Luis Manzano, outro empresário de mídia.
A empresa tinha na época como principais acionistas Televisoras Provinciales S.A. (Composta por Dicor Diffusion SA-Canal 8 Córdoba Córdoba, Rosario Radiodifusora Rader SA-Canal 5 de Rosário-, TV Neuquen SA-Canal 7 neuquina, Rádio Visão SA-Canal 7 Jujuy San Salvador de Jujuy, Arenales SA estação Broadcasting-Canal 8 Mar del Plata, Tucumana Televisora Cor SA-Canal 8 Tucumán-, Telenueva SA-Canal 9 Blanca- Bay, Cuyo Televisão SA-Canal 9 Mendoza-, Televisão e Radio Company do Noroeste SA -Canal 11 de Salta-, Televisora Santafesina SA -Canal 13 de Santa Fe-) em 30% e Editorial Atlántida (através da Enfisur) em 14%. Os outros acionistas da empresa foram Avelino Porto (reitor da Universidade de Belgrano e ex-Ministro da Saúde da Argentina entre 1991 e 1992), a família Soldatti e Luis Zanón.
O concurso para Canal 11 foi conquistado pela Arte Radiotelevisivo Argentino (Artear), de propriedade do Grupo Clarín. No entanto, como ele também obteve a licença do Canal 13, ele teve que escolher um deles e decidiu manter o último e, portanto, o 11 terminou nas mãos da Televisão Federal. A licença entrou em vigor em 15 de janeiro de 1990 e, quase 2 meses depois, em 5 de março, a estação passou a se chamar Telefe.
O jornal Ámbito Financiero questionou ambas as operações, argumentando que foram actos de corrupção beneficiando o Grupo Clarín:

### 1990: O Começo
Durante a década de 1990, gerou programas de entretenimento como Videomatch, Ritmo de la Noche, Hola Susana (agora Susana Gimenez), Jugate me, Ritmo de la Noche Ta Te Show, Nico e sábado Bus, telenovelas Grande, Pa!, amigos são amigos, Celeste, Black Pearl, Chiquititas, cebolas, Summer of '98 e boneca Brava, unidade Daring, e Brigada Cola, comédias La Pinata, família La Benvenuto, Estação Landriscina, meu irmão, irmão é um Irmão, Laranja e 1/2 e El Nieto de Don Mateo.
Em 18 de setembro de 1992 às 9 da manhã, um incêndio começou no porão do prédio, espalhou-se para diferentes partes do canal. Naquele dia, 80 equipes de combate a incêndios trabalhavam, o que possibilitou que a estação saísse do ar. O fogo afetou vários conjuntos e cenários dos programas do canal, entre eles os de Videomatch e Hola Susana, entre outros. Naquele dia, as transmissões de Telefe tiveram que ser feitas em estúdios alugados pela estação, sendo o primeiro programa a sair no ar após esse incidente, Siglo XX Cambalache.
Outro dos grandes eventos do canal nesta década foi a emissão da série animada americana The Simpsons, que se tornaria um símbolo do canal.
Em abril de 1998, anunciou-se que a Televisoras Provinciales vendeu sua participação na Televisión Federal para a Atlántida Comunicaciones e que 7 das 10 empresas que o compuseram aceitaram a oferta apresentada pela AtCo para manter suas respectivas licenças (sendo a transação deste último foi concluída em setembro desse ano, passando todos os canais adquiridos para fazer parte do Grupo Telefe) . Os proprietários dos canais 7 de Jujuy, 8 de Tucumán e 9 de Mendoza não aceitaram a oferta de aquisição adquirida pela Atlántida por suas licenças.
Em 1999, o Grupo Telefónica adquiriu a Telefe, Canal 11 e os 7 canais do interior do grupo. Em maio de 2000, a Telefónica assumiu as operações dos 8 canais.

### Década de 2000
Em março de 2000, anunciou-se que a Telefe (dois meses antes de a Telefónica assumir as operações do grupo) adquiriu o canal 8 de Tucumán, que pertencia a Alberto Llaryora
Em 2001, o canal adquiriu os direitos sobre o reality show Gran hermano.19 Em 2003, foi emitida a primeira edição da Operación Triunfo.

### 2016
Em 2016, a Telefónica, então dona da rede, anunciou sua venda, concretizada pela Viacom, também disputada por Turner e Disney.

### 2019
Em 2019, a Viacom se fundiu com a CBS Corporation para formar a ViacomCBS (agora Paramount Global) e torná-la um canal irmão da CBS nos Estados Unidos, da Network 10 na Austrália e da Channel 5 do Reino Unido.

## Telefe Noticias
O canal conta com cinco edições diárias de noticiários: "#TT" (#TempoeTrânsito), "Buen Telefe", El Noticiero de la Gente (O noticiário do povo), Telefe Noticias e Staff (Jornal da meia-noite). Alguns dos seus jornalistas são Rodolfo Barili, Cristina Pérez, Milva Castelini, Erica Fontana, Adrián Puente, German Paoloski, Guillermo Paniza, Anabella Messina, María Julia Mastromarino, Augusto Telias, Matías Castelli, entre outros. Seu diretor periodístico, Roberto Mayo.
Compete contra os noticiários de Canal 13.

## Produções do canal
As produções no canal têm sido fortes nos últimos anos, diferentes produtores como a Underground Productions e o Grupo Cris Morena escolheram a plataforma do canal para transmitir seus produtos e chegar aos mercados internacionais. Estas são algumas das produções que foram transmitidas nas últimas décadas:
1990
| № | Produção                | Tempo     | Temporadas | Episódios     |
| - | ----------------------- | --------- | ---------- | ------------- |
| 1 | Amándote II             | 1990-1990 | 1          | 150 capítulos |
| 2 | Amigos son los amigos   | 1990-1992 | 3          | 113 capítulos |
| 3 | Atreverse               | 1990-1992 | 3          | 39 capítulos  |
| 4 | La pensión de la porota | 1990-1990 | 1          | 53 capítulos  |

1991
| № | Produção             | Tempo     | Temporadas | Episódios     |
| - | -------------------- | --------- | ---------- | ------------- |
| 1 | ¡Grande, pa!         | 1991-1994 | 4          | 174 capítulos |
| 2 | El gordo y el flaco  | 1991-1992 | 2          | 125 capítulos |
| 3 | La familia Benvenuto | 1991-1995 | 5          | 200 capítulos |
| 4 | Celeste              | 1991-1992 | 1          | 172 capítulos |

1992
| № | Produção        | Tempo     | Temporadas | Episódios     |
| - | --------------- | --------- | ---------- | ------------- |
| 1 | Brigada cola    | 1992-1994 | 3          | 135 capítulos |
| 2 | Amores          | 1992-1992 | 2          | 26 capítulos  |
| 3 | Luces y sombras | 1992-1992 | 1          | 23 capítulos  |
| 4 | Destinos        | 1992-1992 | 1          | 11 capítulos  |

1993
| № | Produção                 | Tempo     | Temporadas | Episódios     |
| - | ------------------------ | --------- | ---------- | ------------- |
| 1 | Déjate querer            | 1993-1994 | 1          | 200 capítulos |
| 2 | Mi cuñado                | 1993-1996 | 3          | 143 capítulos |
| 3 | Buena Pata               | 1993-1993 | 1          | 88 capítulos  |
| 4 | Celeste, siempre Celeste | 1993-1993 | 1          | 180 capítulos |

1994
| № | Produção                 | Tempo     | Temporadas | Episódios     |
| - | ------------------------ | --------- | ---------- | ------------- |
| 1 | Cara bonita              | 1994-1995 | 1          | 130 capítulos |
| 2 | Quereme                  | 1994-1994 | 1          | 60 capítulos  |
| 3 | Perla negra              | 1994-1994 | 1          | 200 capítulos |
| 4 | Un hermano es un hermano | 1994-1995 | 2          | 115 capítulos |

1995
| № | Produção    | Tempo     | Temporadas | Episódios                     |
| - | ----------- | --------- | ---------- | ----------------------------- |
| 1 | Chiquititas | 1995-2001 | 7          | 1216 capítulos + una película |
| 2 | Siversix    | 1995-1996 | 1          | 21 capítulos                  |
| 3 | ¡Piñata!    | 1995-1995 | 1          | 13 capítulos                  |

1996
| № | Produção                          | Tempo     | Temporadas | Episódios     |
| - | --------------------------------- | --------- | ---------- | ------------- |
| 1 | Mi familia es un dibujo           | 1996-1998 | 3          | 85 capítulos  |
| 2 | Zíngara                           | 1996-1996 | 1          | 120 capítulos |
| 3 | Amor sagrado                      | 1996-1996 | 1          | 80 capítulos  |
| 4 | Los especiales de Alejandro Doria | 1996-1998 | 3          | 105 capítulos |

1997
| № | Produção        | Tempo     | Temporadas | Episódios     |
| - | --------------- | --------- | ---------- | ------------- |
| 1 | Cebollitas      | 1997-1998 | 2          | 458 capítulos |
| 2 | El arcángel     | 1997-1997 | 1          | 13 capítulos  |
| 3 | Naranja y media | 1997-1997 | 1          | 210 capítulos |
| 4 | Ojitos verdes   | 1997-1997 | 1          | 55 capítulos  |
| 5 | Casa Blanca     | 1997-1997 | 1          | 14 capítulos  |
| 6 | El Rafa         | 1997-1998 | 2          | 180 capítulos |
| 7 | Mía, solo mía   | 1997-1997 | 1          | 110 capítulos |
| 8 | El signo        | 1997-1997 | 1          | 5 capítulos   |

1998
| № | Produção      | Tempo     | Temporadas | Episódios     |
| - | ------------- | --------- | ---------- | ------------- |
| 1 | Verano del 98 | 1998-2000 | 3          | 679 capítulos |
| 2 | Muñeca brava  | 1998-1999 | 2          | 285 capítulos |
| 3 | Fiscales      | 1999-1999 | 1          | 28 capítulos  |

1999
| № | Produção                  | Tempo     | Temporadas | Episódios     |
| - | ------------------------- | --------- | ---------- | ------------- |
| 1 | Cabecita                  | 1999-2000 | 1          | 199 capítulos |
| 2 | Trillizos dijo la partera | 1999-1999 | 1          | 83 capítulos  |
| 3 | Buenos vecinos            | 1999-2001 | 2          | 321 capítulos |
| 4 | La mujer del presidente   | 1999-1999 | 1          | 60 capítulos  |

2000
| № | Produção          | Tempo     | Temporadas | Episódios     |
| - | ----------------- | --------- | ---------- | ------------- |
| 1 | Luna salvaje      | 2000-2001 | 1          | 151 capítulos |
| 2 | Tiempo final      | 2000-2002 | 3          | 69 capítulos  |
| 3 | Estación de noche | 2000-2000 | 1          | 4 capítulos   |

2001
| № | Produção            | Tempo     | Temporadas | Episódios     |
| - | ------------------- | --------- | ---------- | ------------- |
| 1 | EnAmorArte          | 2001-2001 | 1          | 130 capítulos |
| 2 | Provócame           | 2001-2001 | 1          | 130 capítulos |
| 3 | Yago, pasión morena | 2001-2002 | 1          | 164 capítulos |
| 4 | El hacker           | 2001-2001 | 1          | 13 capítulos  |
| 5 | Poné a Francella    | 2001-2002 | 2          | 73 capítulos  |
| 6 | 4 amigas            | 2001-2001 | 1          | 5 capítulos   |

2002
| № | Produção                      | Tempo     | Temporadas | Episódios                |
| - | ----------------------------- | --------- | ---------- | ------------------------ |
| 1 | Franco Buenaventura, el profe | 2002-2002 | 1          | 175 capítulos            |
| 2 | Kachorra                      | 2002-2003 | 1          | 150 capítulos            |
| 3 | Máximo corazón                | 2002-2003 | 1          | 139 capítulos            |
| 4 | Los Simuladores               | 2002-2003 | 2          | 24 capítulos             |
| 5 | Rebelde Way                   | 2002-2004 | 3          | 318 capítulos + Um filme |
| 6 | Infieles                      | 2002-2003 | 1          | 10 capítulos             |
| 7 | 5 amigos                      | 2002-2002 | 1          | 12 capítulos             |

2003
| № | Produção              | Tempo     | Temporadas | Episódios     |
| - | --------------------- | --------- | ---------- | ------------- |
| 1 | Resistiré             | 2003-2003 | 1          | 220 capítulos |
| 2 | Costumbres argentinas | 2003-2004 | 1          | 264 capítulos |
| 3 | Tres padres solteros  | 2003-2003 | 1          | 13 capítulos  |
| 4 | Disputas              | 2003-2003 | 1          | 11 capítulos  |

2004
| № | Produção                         | Tempo     | Temporadas | Episódios     |
| - | -------------------------------- | --------- | ---------- | ------------- |
| 1 | Culpable de este amor            | 2004-2004 | 1          | 205 capítulos |
| 2 | Los Roldán                       | 2004-2004 | 1          | 218 capítulos |
| 3 | La niñera                        | 2004-2005 | 2          | 175 capítulos |
| 4 | Panadería "Los Felipe"           | 2004-2005 | 1          | 141 capítulos |
| 5 | Mosca & Smith                    | 2004-2005 | 2          | 16 capítulos  |
| 6 | El deseo                         | 2004-2004 | 1          | 90 capítulos  |
| 7 | Sangre fría                      | 2004-2004 | 1          | 12 capítulos  |
| 8 | Frecuencia 04                    | 2004-2004 | 1          | 120 capítulos |
| 9 | Historias de sexo de gente común | 2004-2006 | 3          | 22 capítulos  |

2005
| № | Produção           | Tempo     | Temporadas | Episódios     |
| - | ------------------ | --------- | ---------- | ------------- |
| 1 | Casados con hijos  | 2005-2006 | 2          | 215 capítulos |
| 2 | Amor en custodia   | 2005-2005 | 1          | 210 capítulos |
| 3 | Se dice amor       | 2005-2006 | 1          | 260 capítulos |
| 4 | Amor mío           | 2005-2005 | 1          | 160 capítulos |
| 5 | ¿Quién es el jefe? | 2005-2006 | 1          | 61 capítulos  |
| 6 | Ambiciones         | 2005-2005 | 1          | 12 capítulos  |
| 7 | Conflictos en red  | 2005-2005 | 1          | 13 capítulos  |
| 8 | Teikirisi          | 2005-2005 | 1          | 13 capítulos  |
| 9 | Numeral 15         | 2005-2005 | 1          | 15 capítulos  |